# Giraldona Carlino
Giraldona Carlino (Napols, XIV segle – XV segle) va ser una noble italiana, amant del Rei de Nàpols Alfons V d'Aragó.

## Biografia
Va donar al sobirà tres fills:
- Ferran (1424 - 1494), successor del seu pare com a rei de Nàpols del 1458 al 1494, va néixer mentre Giraldona era a Espanya, després d'haver-hi acompanyat Alfons V el desembre del 1423;[3]
- Maria (1425 - 1449), es va casar el 1444 amb el marquès de Ferrara Lionel d'Este, fill de Nicolau III d'Este ;
- Eleonora es va casar amb el príncep de Rossano i el duc de Sessa Marino Marzano el 1444.

Giraldona es va casar amb Gaspar Reverdit de Barcelona.